# Rhipsalis elliptica
A Rhipsalis elliptica egy kultúrában gyakran megtalálható epifita kaktusz, sok vesszőkaktusz-hibrid szülőfaja.

## Jellemzői
Kezdetben felegyenesedő, később csüngő habitusú növény, szárszegmensei laposak és szélesek, ovális-elliptikus alakúak, 30–200 mm hosszúak, 20–70 mm szélesek, a szegély gyengén vagy erőteljesebben karéjos. Virágai legtöbbször magánosak, néha 2-3-as csoportokban jelennek meg, 12 mm szélesek, 5 szirmuk sárgás, szélesre nyíló. Számos porzója vöröses árnyalatú fehér, a bibéje fehér, 5 lobusban végződik. Termése vöröses, kissé tojásdad, 6–7 mm hosszú.

## Elterjedése
Brazília: Minas Gerais, Rio de Janeiro, São Paulo, Paraná, Santa Catarina államok. Epifitikus atlantikus és hegyi köderdőkben, lombhullató erdőkben és folyópartokon a tengerszinttől 2000 m tengerszint feletti magasságig.

## Rokonsági viszonyai
A Phyllarthrorhipsalis subgenus tagja.